# Hiryū
Die Hiryū (jap. 飛龍, dt. fliegender Drache) war ein Flugzeugträger der Kaiserlich Japanischen Marine und das zweite Schiff der Sōryū-Klasse. 1939 in Dienst gestellt, wurde das Schiff bis zu seinem Untergang am 5. Juni 1942 im Zweiten Weltkrieg eingesetzt.

## Konstruktion

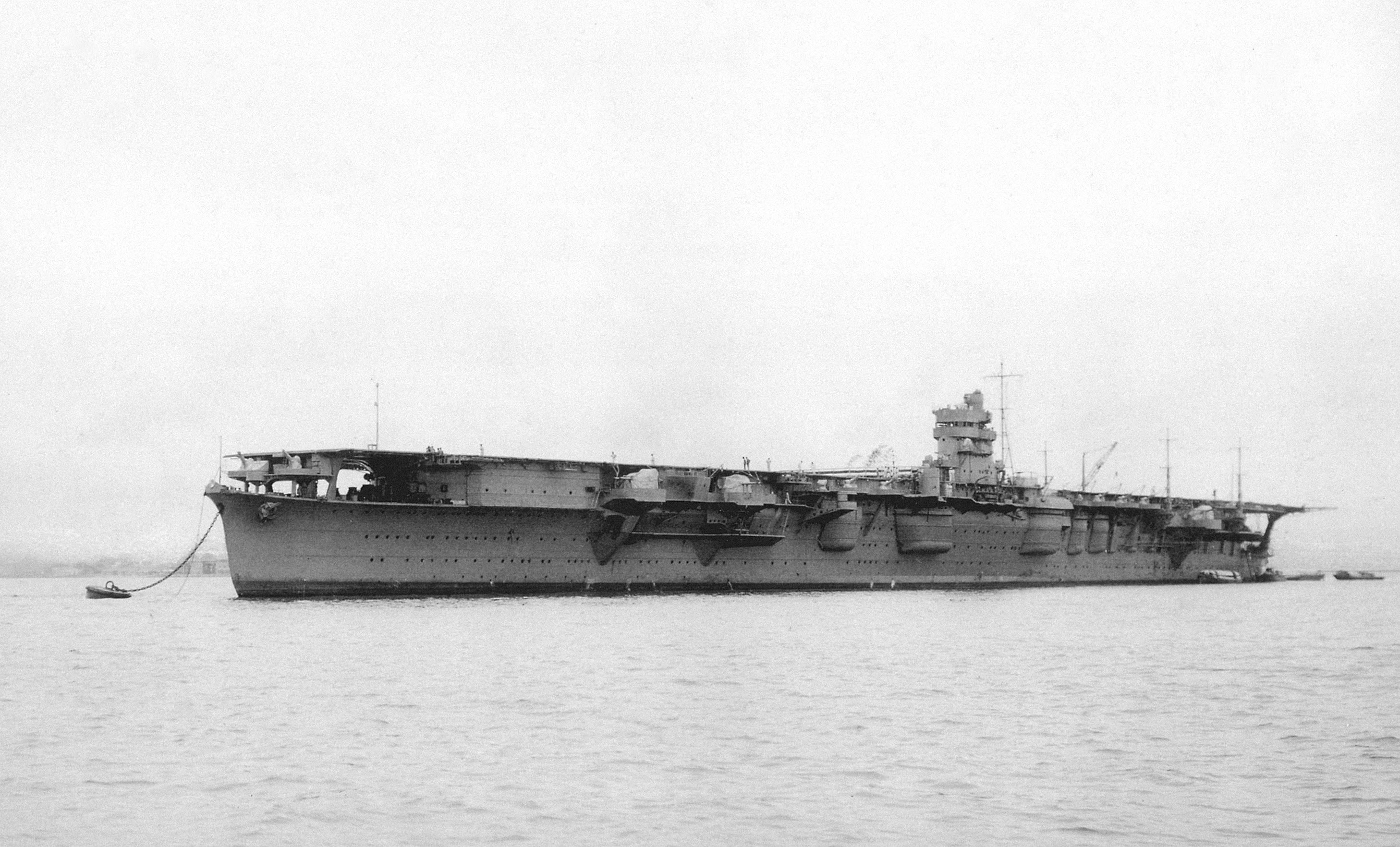
Die Hiryū 1939 vor Yokosuka auf Reede

Die Hiryū war der erste japanische Flugzeugträger, der nicht mehr unter die Begrenzungen des Washingtoner Flottenvertrags fiel. Abweichend von ihrem Schwesterschiff Sōryū konnte sie daher um einen Meter verbreitert und die Brückenaufbauten in die Schiffsmitte gegenüber den Schornsteinabzügen auf der Backbordseite verlegt werden. Die Maßnahmen sollten die Leitung der Flugzeugoperationen erleichtern. Der Gesamtentwurf, mit Ausnahme der versetzten Brückenaufbauten, galt als erfolgreich und diente schließlich als Basis für die Träger der Shōkaku-Klasse.

## Bau
Der Bauauftrag für die spätere Hiryū wurde im Rahmen des 2. Kreis-Bauprogramms (Maru 2 Keikaku) von 1934 an die Marinewerft in Yokosuka vergeben. Diese legte den Rumpf am 8. Juli 1936 auf Kiel und das Zuwasserlassen erfolgte am 16. November 1937. Die Indienststellung erfolgte am 5. Juli 1939 unter dem Kommando von Kaigun-taisa (Kapitän zur See) Takenaka Ryūzō, welcher bereits seit dem 1. April 1939 als sogenannter Oberster Ausrüstungsoffizier (jap. 艤装員長, gisō inchō) mit der Baubelehrung beauftragt gewesen war.

## Einsätze

### Pazifikkrieg
Die Hiryū gehörte der Kidō Butai an und war am 7. Dezember 1941 am Angriff auf Pearl Harbor beteiligt.
Zwischen dem 21. und 23. Dezember flogen ihre Maschinen Luftangriffe auf Wake.
Mit ihrem Schwesterschiff, der Sōryū, unternahm sie Luftangriffe auf die australische Stadt Darwin im Northern Territory. Im März 1942 war sie bei der Schlacht in der Javasee mit Angriffen auf alliierte Schiffe bei Tjilatjap und der Weihnachtsinsel beteiligt.
Danach nahm sie an weiteren Operationen in Südostasien und im Indischen Ozean teil, darunter die Attacke im Indischen Ozean, bei der unter anderem die Marinebasis der Royal Navy auf Ceylon am 5. April 1942 angegriffen sowie die britischen Kreuzer Cornwall und Dorsetshire südwestlich von Colombo und am 9. April der britische Flugzeugträger Hermes und der australische Zerstörer Vampire bei Batticaloa versenkt wurden.

### Schlacht um Midway

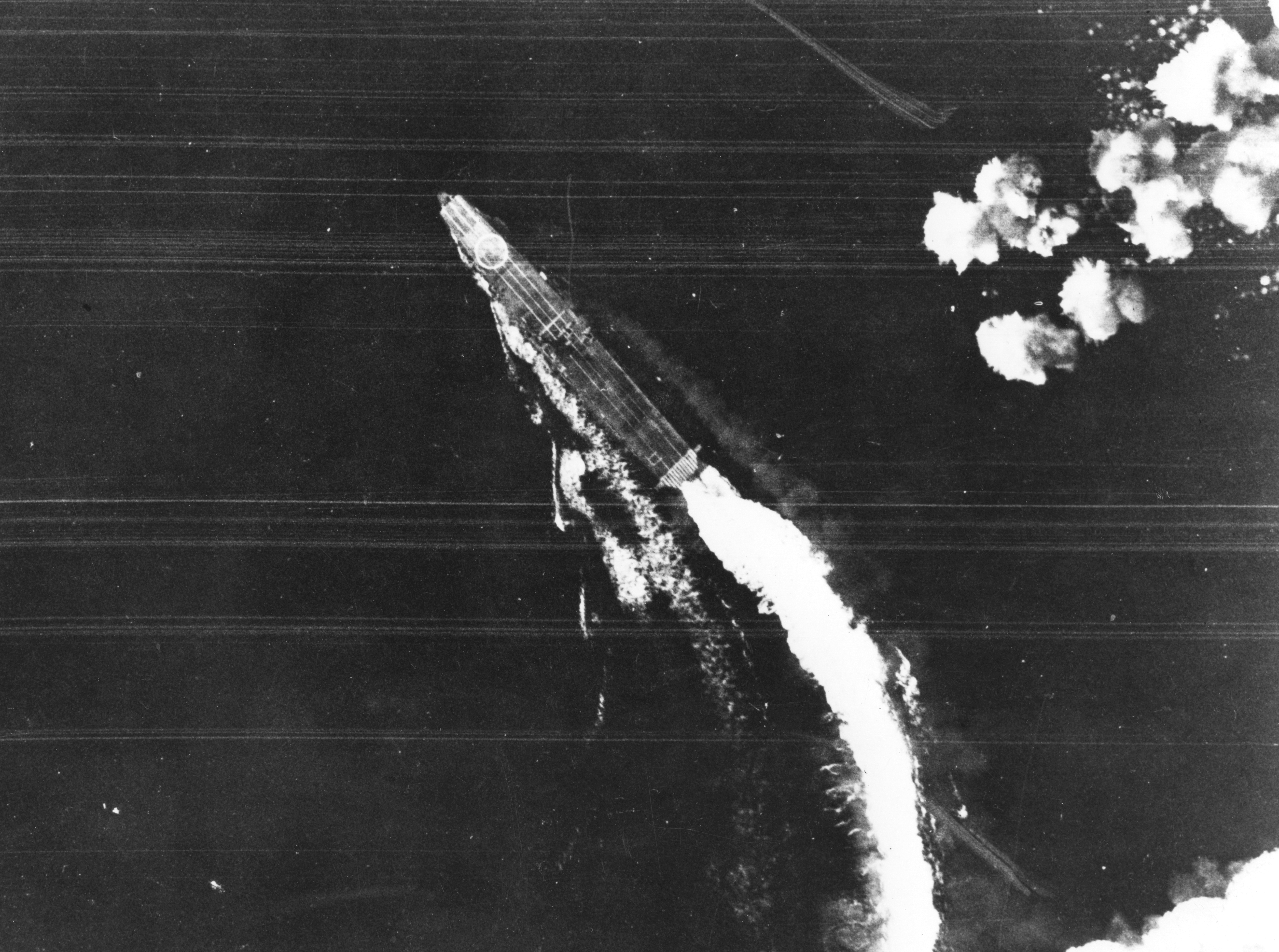
Die Hiryū fährt ein Ausweichmanöver nach Backbord, während zwei Reihen von Bomben, die ein B-17-Bomber am Morgen des 4. Juni abgeworfen hat, neben dem Schiff einschlagen

Im Juni 1942 war die Hiryū Teil der japanischen Flugzeugträgerflotte, welche die Invasion japanischer Truppen auf die Midwayinseln unterstützen sollte. Vizeadmiral Nagumo führte mit seinem Stab das Kommando über die Flotte von der Akagi aus.
Die Hiryū war das Flaggschiff der Zweiten Trägerdivision (Hiryū und Soryū), über die Konteradmiral Yamaguchi von der Hiryū aus das Kommando führte. Kommandant der Hiryū war Kapitän zur See Tomeo Kaku.
Der Flugzeugträger trug 18 Jagdflugzeuge vom Typ Mitsubishi A6M2 Zero, 18 Aichi D3A1-Sturzkampfbomber und 18 Nakajima B5N2-Torpedobomber. Zusätzlich führte er für jeden Typ zwei zerlegte Reservemaschinen mit und hatte drei zerlegte Flugzeuge der Gruppe 6 an Bord, die später auf der Insel Midway stationiert werden sollten.
Zur leichteren Identifikation durch eigene Piloten war auf dem vorderen Viertel des Flugdecks ein roter Kreis mit weißer Umrandung über die gesamte Breite des Decks aufgemalt. Unmittelbar an der hinteren Kante des Flugdecks war an Backbord das Katakana-Schriftzeichen für Hi auf das Deck gepinselt, um den Träger für Piloten im Landeanflug als Hiryū auszuweisen.
Am 4. Juni 1942 um 4:30 Uhr starteten von der Hiryū 17 B5N-Torpedobomber, allerdings bewaffnet mit Nummer-80-Fliegerbomben (805 kg), zum Angriff auf amerikanische Verteidigungsanlagen auf dem Midway-Atoll. Begleitet wurden sie von neun A6M2-Jagdflugzeugen. Um 6:34 Uhr griffen sie das Ziel an und beschädigten ein Treibstofflager, eine Flugabwehrstellung und die Abflugplattform einer amerikanischen Flugbootbasis. Vier B5N wurden durch Flugabwehr und Jagdflugzeuge abgeschossen. Die neun Begleitjäger wurden sowohl über Midway als auch bei ihrer Rückkehr über der eigenen Flotte in Kämpfe mit amerikanischen Flugzeugen des US Marinecorps und der US Navy verwickelt, wobei alle A6M2 Jäger beschädigt wurden. 14 sichere Abschüsse und 4 wahrscheinliche Abschüsse amerikanischer Flugzeuge wurden gemeldet.
Während die anderen drei Träger der japanischen Flotte zwischen 10:16 und 10:30 Uhr durch Bombentreffer von Flugzeugen der amerikanischen Flugzeugträger Enterprise und Yorktown, die überraschend eintrafen und ungehindert angreifen konnten, schwer beschädigt wurden und nicht mehr kampffähig waren, blieb die Hiryū einsatzbereit. Sie konnte auch noch einige Flugzeuge der drei brennenden japanischen Träger aufnehmen; darunter zwei Maschinen, die noch am Morgen als Aufklärer zur Suche nach amerikanischen Schiffen eingesetzt gewesen waren: ein B5N-Bomber der Akagi und ein Prototyp des Flugzeugmusters Yokosuka D4Y, der auf der Sōryū stationiert war.
Ohne einen Befehl von Vizeadmiral Nagumo auf der beschädigten Akagi abzuwarten, entschied Konteradmiral Yamaguchi auf der Hiryū, sofort alle seine einsatzbereiten Flugzeuge zum Angriff auf die amerikanische Flotte zu starten – allerdings ohne sie erneut für den Angriff auf Schiffe auszurüsten, was, infolge der damit verbundenen Verzögerungen, den anderen japanischen Flugzeugträgern kurz zuvor zum Verhängnis geworden war. Zwölf der 18 Bomber trugen so Bomben mit Verzögerungszünder (Nummer 25 Standardtyp – 251 kg) zum Angriff auf Schiffe, sechs trugen Bomben mit Aufschlagzünder (Nummer 25 – Landtyp 242 kg) zum Angriff auf Landziele.
Um 10:58 Uhr waren alle 18 D3A-Sturzkampfbomber und sechs A6M2-Jagdflugzeuge der Hiryū unter dem Kommando von Leutnant Kobayashi zum Angriff auf die amerikanische Flotte um den Träger Yorktown gestartet. Sie erreichten ihr Ziel um 12:08 Uhr, wurden aber von amerikanischen Jagdflugzeugen angegriffen, da der Flugzeugträger die japanischen Angreifer bereits frühzeitig mit seinem Radarsystem entdeckt hatte und seine Verteidigung entsprechend organisieren konnte. Die Piloten der D3A-Bomber erzielten drei Bombentreffer auf dem Flugzeugträger, von denen einer am Schornsteinansatz lag und die Abluftsysteme der Kesselanlagen beschädigte, was den Träger zu einem vorübergehenden Stopp zwang. Dreizehn D3A-Sturzkampfbomber und drei A6M2-Jagdflugzeuge gingen jedoch durch die Abwehr der amerikanischen Jagdflugzeuge verloren.
Um 13:31 Uhr startete die zweite Welle zum Angriff auf den amerikanischen Träger. Diese Welle setzte sich aus neun B5N-Torpedobombern der Hiryū, einem B5N-Torpedobomber der Akagi, vier A6M2-Jagdflugzeugen der Hiryū und zwei A6M2 der Kaga zusammen. Sie erreichten die Yorktown um 14:38 Uhr und warfen Typ-91-Mod.-3-Torpedos ab, von denen zwei das Ziel trafen. Vier Torpedobomber und zwei eigene Jagdflugzeuge gingen verloren. Nach den beiden Angriffen war die Yorktown schwer beschädigt und manövrierunfähig. Nachdem die Yorktown von weiteren Torpedos, welche von dem U-Boot I-168 abgefeuert wurden, getroffen wurde, sank sie am 7. Juni 1942.

### Untergang

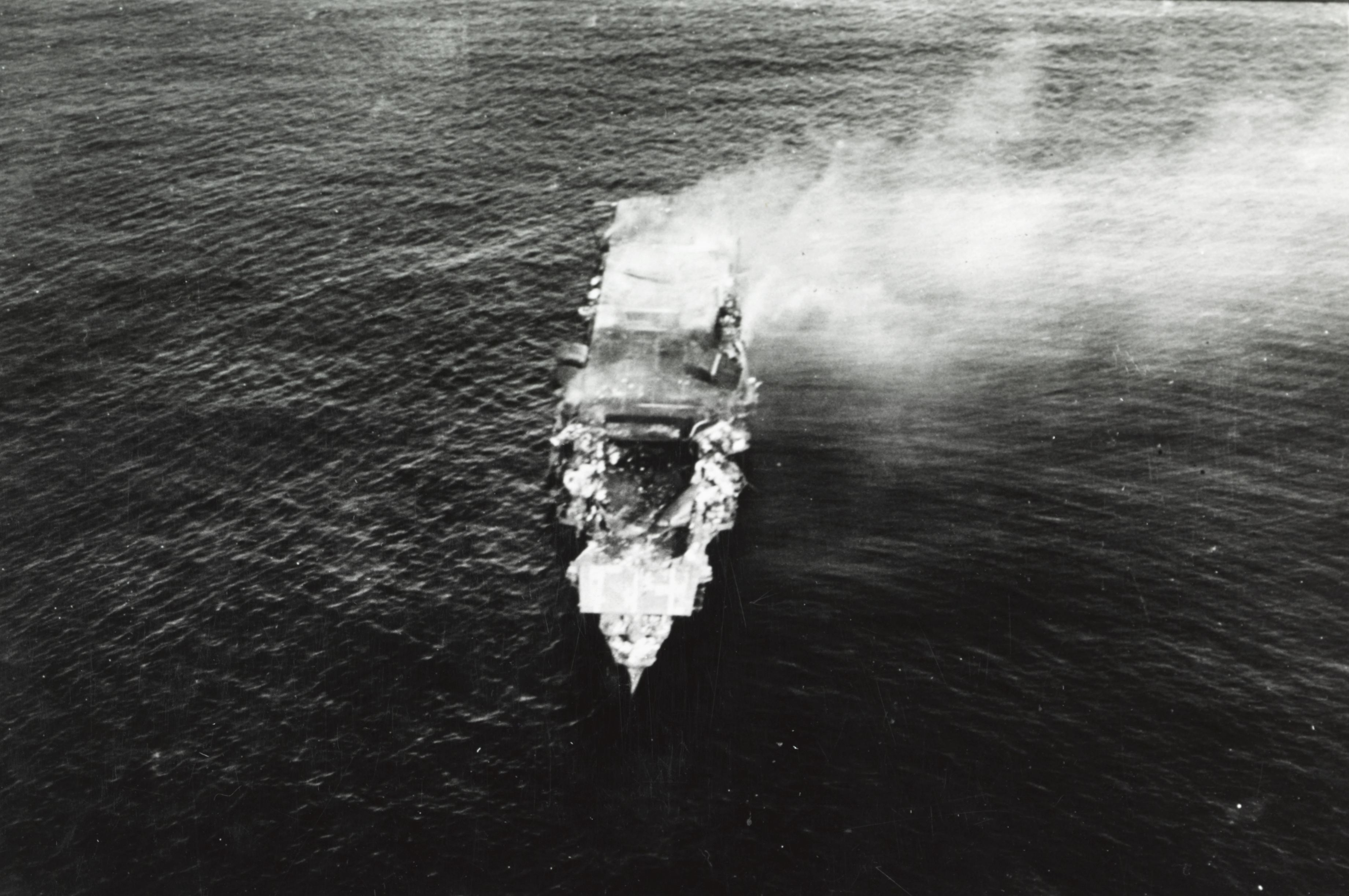
Die brennende Hiryū mit aufgerissenem Hangardeck. Die Reste des vorderen Flugzeugaufzuges sind vor dem Brückenturm zu erkennen. Ein Aufklärungsflugzeug der Hōshō machte das Foto am Morgen nach der Evakuierung.

Um 17:01 Uhr wurde die Hiryū von Douglas-SBD-Sturzkampfbombern des amerikanischen Flugzeugträgers Enterprise und den Resten der SBD-Staffel der Yorktown angegriffen. Die ersten drei abgeworfenen Bomben verfehlten das Schiff, die nächsten drei trafen die vordere Hälfte des Flugdecks etwa in Höhe des aufgemalten Sonnensymbols. Wenige Minuten später wurde ein weiterer Bombentreffer auf der vorderen Schiffshälfte erzielt. Die Explosionen zerstörten das Flugdeck, rissen einen Aufzug aus seiner Verankerung und schleuderten ihn gegen den Brückenturm. Des Weiteren lösten sie Brände unter den abgestellten Flugzeugen im Hangar aus, die sich, gespeist von Treibstoff und Munition in den Hangars, schnell ausbreiteten.
Da die Bombentreffer das Löschsystem beschädigt hatten, bildeten die Seeleute zunächst Eimerketten, um die sich ausbreitenden Feuer mit Seewasser zu löschen, was erfolglos blieb. Die Brände lösten zahlreiche Explosionen von Fliegerbomben und Torpedos aus, die auf den Hangardecks für ihre Montage an Kampfflugzeugen bereitlagen. Die Hiryū hielt jedoch noch immer eine Geschwindigkeit von 30 Knoten.
Das Feuer breitete sich schließlich auch auf die Decks unterhalb der Hangars aus und schnitt die Maschinenräume vom Rest des Schiffs ab. Die Lage in den Räumen wurde bald unhaltbar, da sie sich immer weiter aufheizten. Um 21 Uhr meldete die Hiryū, dass sie noch 28 Knoten laufen könnte. Die Sprechverbindungen zu den Maschinenräumen brachen schließlich zusammen und die Masse des technischen Personals in den Räumen kam ums Leben. Gegen 21:23 Uhr war die gesamte Maschinenanlage ausgefallen und die Hiryū blieb gestoppt liegen. Ohne die Energie aus den Maschinenräumen versagten auch alle Pumpen für die schweren Löschsysteme, sodass das Feuer von der Schiffssicherung mit Bordmitteln nicht mehr effektiv bekämpft werden konnte.
Der anschließende Versuch, die Brandherde von den begleitenden Zerstörern aus zu löschen, erwies sich ebenfalls als undurchführbar.
Gegen 23:30 Uhr erging der Befehl, sich zum Verlassen des Schiffs bereit zu machen. Um 23:50 Uhr hielt der Admiral eine kurze Ansprache und die Flagge wurde niedergeholt. Die überlebenden Besatzungsmitglieder und das Porträt des Kaisers wurden in der nächsten Stunde von den Zerstörern Kazagumo und Makigumo aufgenommen.
Konteradmiral Yamaguchi und Kapitän Kaku blieben auf dem Schiff.

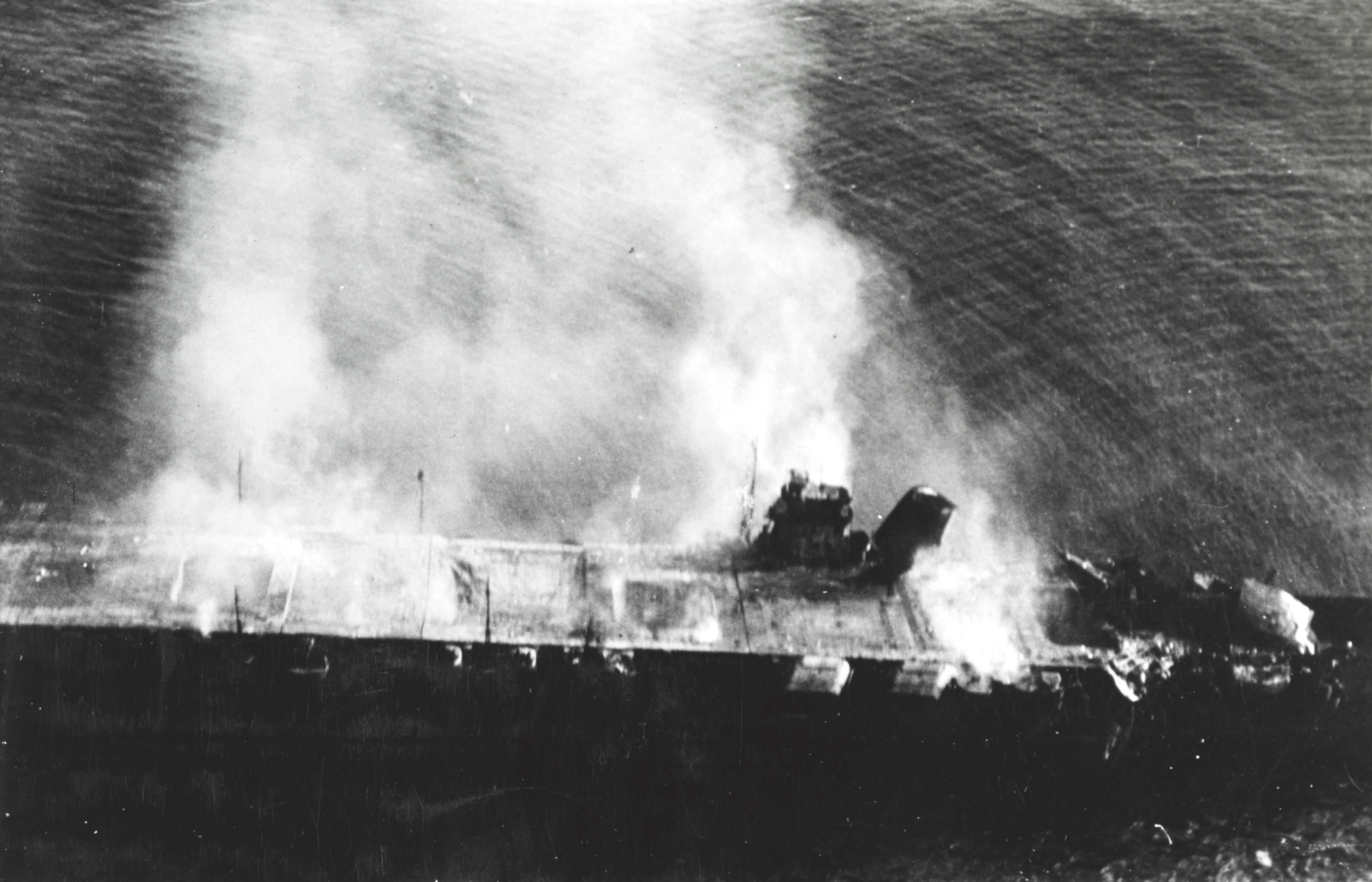
Die Hiryū, von steuerbord gesehen. Rauch von Bränden unter Deck hüllt einen großen Teil des Schiffes ein.

Die Hiryū wurde um 2:10 Uhr am Morgen des 5. Juni von der Makigumo mit einem Torpedo beschossen, um den Träger zu versenken. Das Schiff ging jedoch nicht sofort unter und wurde von einem Aufklärungsflugzeug des Trägers Hōshō noch am Morgen gesichtet. Mehrere Seeleute, welche die Zerstörer in der Nacht auf dem Schiff vergessen hatten, da sie zunächst in einem der Maschinenräume eingeschlossen waren, winkten dem Aufklärer zu und ein weiterer Zerstörer wurde entsandt, um sie zu retten. Die Tanikaze traf jedoch erst ein, als die Hiryū bereits untergegangen war. 35 der etwa 70 vergessenen Überlebenden wurden am 19. Juni von den Amerikanern gerettet.

### Verluste
Neben Kapitän Kaku und Konteradmiral Yamaguchi kamen 414 weitere Besatzungsmitglieder der Hiryū während des Bombenangriffs und der anschließenden Versuche, das Schiff zu retten, ums Leben.

## Wrack
Bisher wurden keine ernsthaften Versuche unternommen, das Wrack der Hiryū aufzuspüren. Der von der Makigumo gemeldete Ort, an dem sie die Hiryū torpedierte, lag bei 31° 27′ N, 179° 23′ W. Das Wrack trieb jedoch noch für mehrere Stunden, bevor es endgültig unterging, so dass die tatsächliche Position unbekannt ist.

## Liste der Kommandanten
| Nr. | Name                             | Beginn der Amtszeit | Ende der Amtszeit | Bemerkungen                                     |
| --- | -------------------------------- | ------------------- | ----------------- | ----------------------------------------------- |
| 1.  | Kapitän zur See Takenaka Ryūzō   | 5. Juli 1939        | 15. November 1939 | seit 1. April 1939 mit der Baubelehrung betraut |
| 2.  | Kapitän zur See Yokokawa Ichihei | 15. November 1939   | 15. November 1940 |                                                 |
| 3.  | Kapitän zur See Yano Shikazō     | 15. November 1940   | 8. September 1941 |                                                 |
| 4.  | Kapitän zur See Kaku Tomeo       | 8. September 1941   | 5. Juni 1942      | mit dem Schiff untergegangen                    |

## Bemerkungen
1. ↑  Alle Zeitangaben zur Schlacht um Midway sind in der Literatur entweder nach japanischer Zeit, also UTC + 9 Stunden oder nach der von den Amerikanern verwendeten Zeit, UTC −12 Stunden (wie auch in diesem Artikel), angegeben, so dass das zugehörige Datum um einen Tag abweichen kann. Siehe dazu den Artikel Zeitzone.